# W-inds.
w-inds. (ウィンズ, winzu) est un boys band japonais. Il est composé de Keita, Ryuichi et Ryohei. Le groupe est populaire au Japon.

## Membres
- Keita Tachibana est né le 16 décembre 1985 à Fukuoka.

- Ryohei Chiba est né le 18 novembre 1984 à Hokkaido.

- Ryuichi Ogata (en) est né le 17 décembre 1985 à Hokkaido. Il a quitté le groupe en 2020.

## Historique
Le groupe w-inds. a fait ses débuts en novembre 2000 en se produisant dans le Parc d'Yoyogi et dans le quartier de Shibuya. On estime que près de 8000 personnes sont venues les voir chanter et danser près de la station de Shibuya, avant que le groupe ne fasse ses débuts sous un grand label.
En 2010, le groupe sort un nouvel album intitulé Another World qui reçoit de très bonnes critiques de la part du milieu artistique ainsi que de leurs fans. Le 6 mai 2010, w-inds a participé à l'événement organisé par Vision Factory au Zepp Tokyo. Leur titre Be as one sera choisi pour être l'ending numéro 6 d'un anime très populaire: Fairy Tail.
W-inds. a enregistré la chanson Love is the Greatest Thing pour la version japonaise de Shreck 3.